# Júlio Delamare
Júlio Barbosa Delamare (Rio de Janeiro, 1 luglio 1928 – Orly, 11 luglio 1973) è stato un giornalista brasiliano. Lavorò come giornalista e commentatore sportivo per il quotidiano O Globo per più di dieci anni e per la rete televisiva Rede Globo, dove divenne il primo direttore del settore sportivo.
Morì sul volo Varig 820, in Francia. L'aereo prese fuoco, causandone lo schianto fatale. Il Centro Acquatico Júlio Delamare, situato a Rio de Janeiro, prese il suo nome, cinque anni dopo l'incidente che ne causò la morte.